# Axis & Allies Miniatures

Axis & Allies Miniatures er et krigsspil med samlefigurer, hvor man, ligesom i Axis & Allies, kontrollerer Nazi-Tyskland eller Japan (Axis/Aksemagterne), eller Sovjetunionen, USA eller Storbritannien (Allies/De Allierede). 
I spillet udkæmper man historiske – eller "hjemmelavede" slag, med små modeller af kampvogne, soldater eller fly.
Man samler på disse små modeller, næsten som om det var Pokémon, Magic eller andre samle-kortspil. De købes i boosterpacks eller starterpacks, med 9 – eller 12 figurer i.

## Axis & Allies miniatures: War at Sea
Spillet findes også i en søslagsudgave, som næsten er det samme som "almindeligt" Axis & Allies Miniatures, bare med skibe.